# Christopher Hibbert
Pour les articles homonymes, voir Hibbert (homonymie).
Christopher Hibbert, né le 5 mars 1924 dans le Leicestershire et mort le 21 décembre 2008, est un écrivain, historien et biographe anglais.

## Biographie
Il étudie au Radley College, avant d'aller à Oriel College de l'Université d'Oxford. Il sert comme officier d'infanterie en Italie dans le régiment des London Irish Rifles (en) pendant la Seconde Guerre mondiale et est blessé deux fois. Il reçoit la Military Cross en 1945.
Il commence sa carrière d'écrivain en 1958-1959, recevant le prix Heinemann de littérature en 1962 et la médaille McColvin en 1989.
Hibbert est membre de la Royal Geographical Society et de la Royal Society of Literature. Il reçoit un doctorat honorifique en littérature de l'Université de Leicester. Il est également membre de l'Army and Navy Club (en) et du Garrick Club
Il vivait à Henley-on-Thames. Il est marié et père de trois enfants.

## Sources
- (en) Cet article est partiellement ou en totalité issu de l’article de Wikipédia en anglais intitulé « Christopher Hibbert » (voir la liste des auteurs).